# لوبینایس
لوبینایس (به انگلیسی: Lubenice)شهرستانی باستانی در جزیره کرس، کرواسی است که در حدود چهار هزار سال پیش مشرف به دریای آدریاتیک ساخته شد. شهری کوچک که شامل چهل و هفت ساختمان برای ساکنان دائمی است. ساختمان‌های شهر به طور عمده از مواد مشابه با صخره‌های اطراف ساخته شده، که البته بخش کمی از آن‌ها دارای قدمت است که در زمان رومیان باستان ساخته شده است. دو دروازه تاریخی این شهرستان که در شمال و جنوب شهر واقع شده‌اند و همچنین یک دیوار تاریخی در شرق شهرستان وجود دارد که از آنها به خوبی حفاظت شده است.
این شهرستان در میراث جهانی یونسکو در سال ۲۰۰۵ ثبت شده است.

## نگارخانه

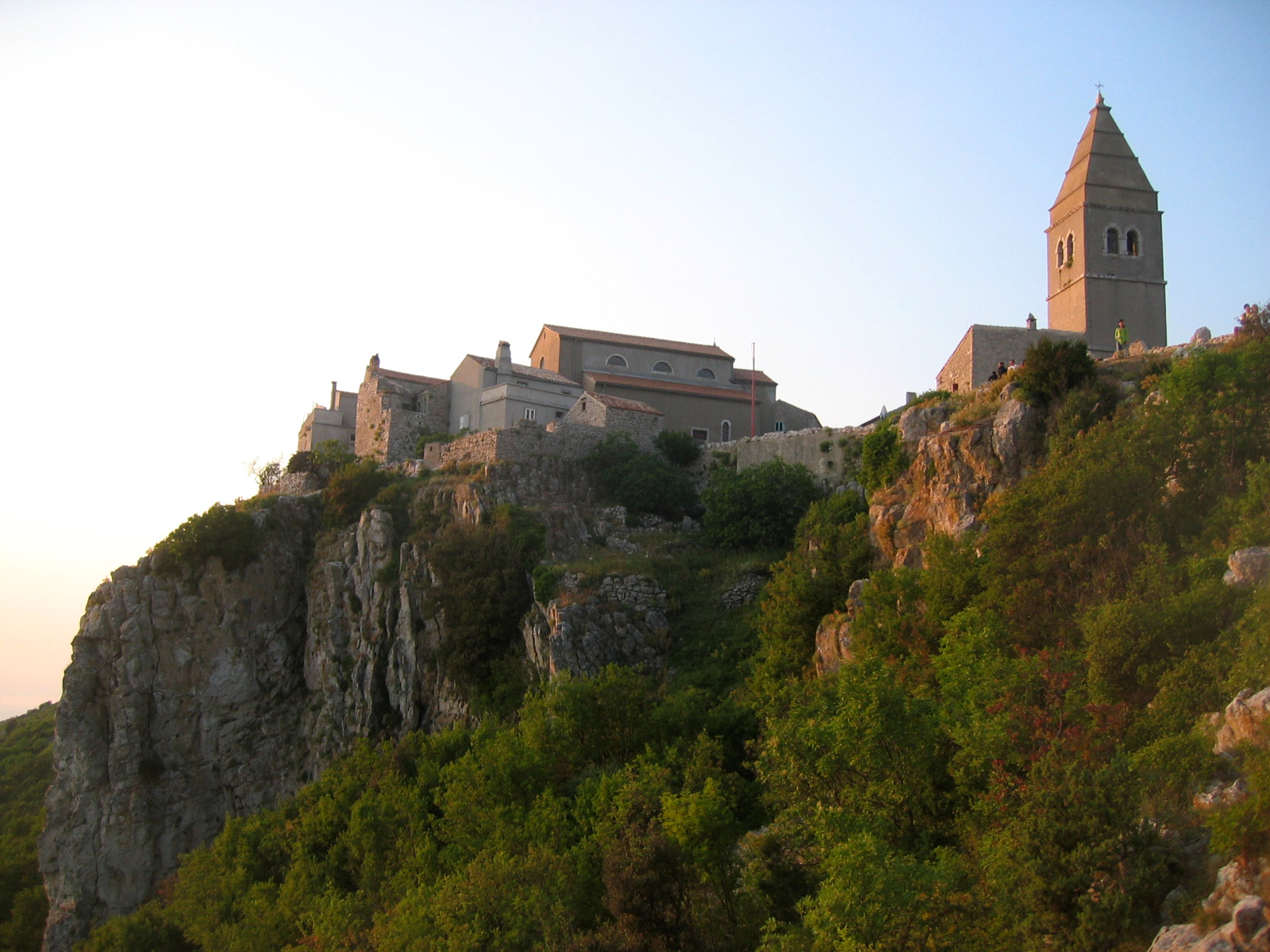
لوبینایس در جزیره کرس
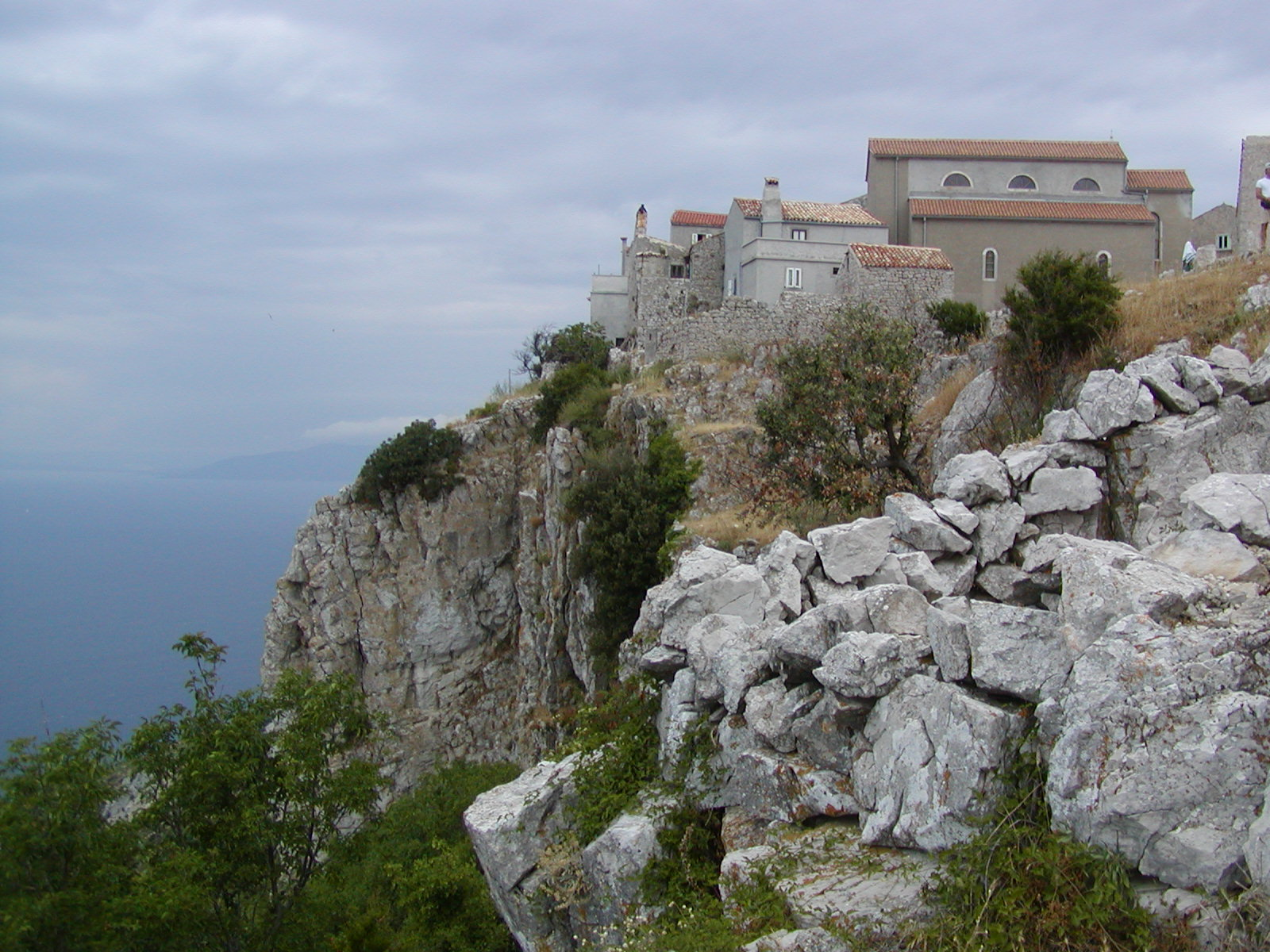
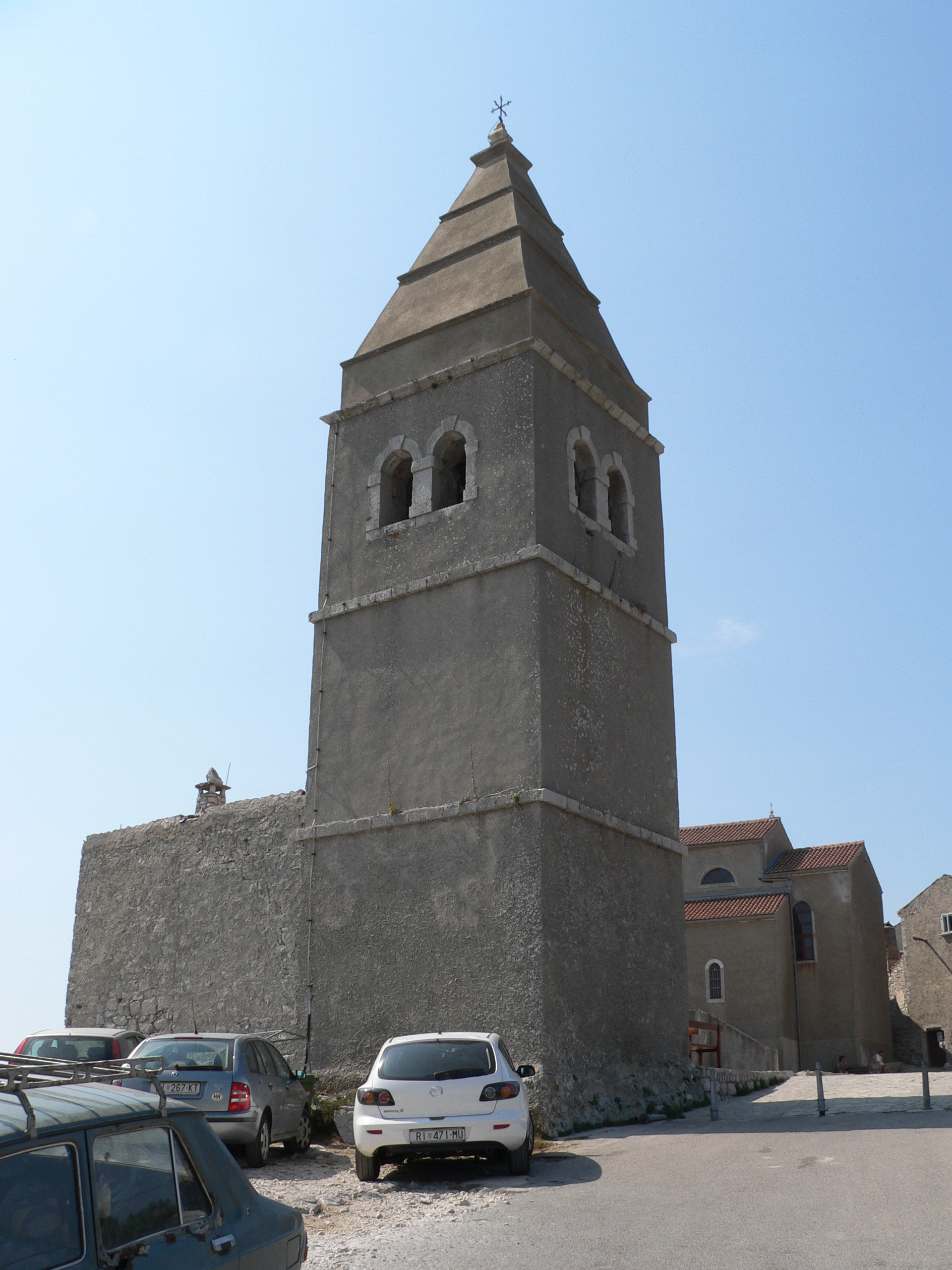
برج زنگ لوبینایس
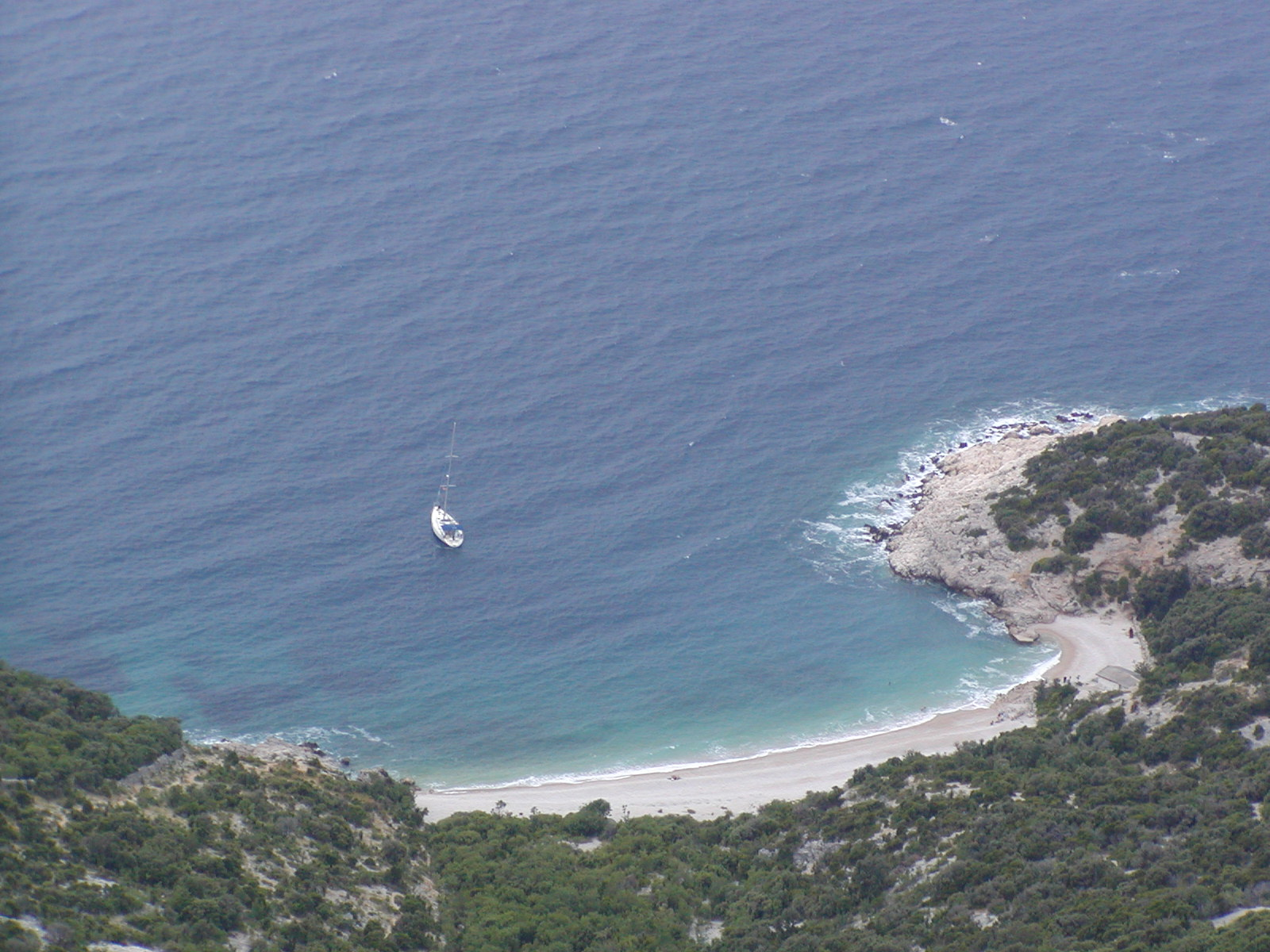
ساحل لوبینایس